# Salteropterus
El Salteropterus es un género de euriptéridos, un grupo extinto de artrópodos acuáticos. Se han descubierto fósiles de Salteropterus en yacimientos del Silúrico Tardío en Gran Bretaña. Clasificado como parte de la familia Slimonidae, el género contiene una especie válida conocida, S. abbreviatus, que se conoce por fósiles descubiertos en Herefordshire, Inglaterra, y una especie dudosa, S. longilabium, con fósiles descubiertos en Leintwardine, también en Herefordshire. El nombre genérico hace honor a John William Salter, que describió originalmente S. abbreviatus como una especie de Eurypterus en 1859.
Se supone que Salteropterus era bastante similar a su pariente cercano Slimonia, pero la naturaleza fragmentaria de los restos fósiles de Salteropterus dificulta las comparaciones directas. Sin embargo, el Salteropterus conserva un telson (la división más posterior del cuerpo) muy característico, diferente de cualquier otro de los Eurypterida. Comenzando con una sección expandida y aplanada, como la de Slimonia, el telson termina en un largo tallo que culmina en una estructura trilobulada en su extremo. Aunque su función exacta sigue siendo desconocida, esta estructura podría haber servido para un balanceo adicional junto a la parte aplanada que la precede.

## Descripción

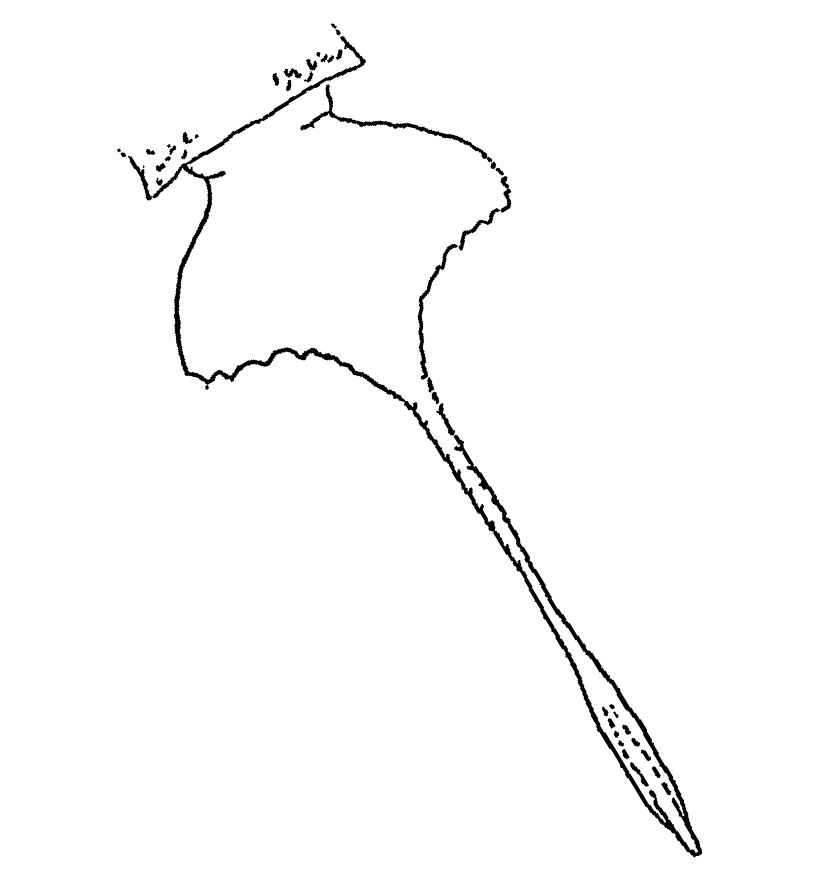
Reconstrucción del telson distintivo de Salteropterus.

El Salteropterus es un euriptérido poco común, conocido principalmente por los restos fósiles de su metastoma (una gran placa que forma parte del abdomen) y su telson (la división más posterior del cuerpo). El telson es la característica más distintiva del género, ya que tiene forma trigonal (triangular) con bordes posteriores dentados. La parte trigonal aplanada del telson termina en un tallo alargado que supera con creces la longitud del resto del telson. A diferencia de lo que ocurre en el estrechamente emparentado Slimonia, donde existe una estructura similar (pero significativamente más corta), el vástago de Salteropterus no termina en una espiga. Más bien, termina en un órgano aplanado y trilobulado. Aunque las partes del cuerpo más allá del telson son fragmentarias en los especímenes conocidos de Salteropterus, los segmentos abdominales conocidos y sus tergitos (las placas superiores que forman los segmentos) son largos como los de Slimonia, a los que Salteropterus probablemente se parecía en general.
El largo tallo o estructura en forma de vara del telson está ornamentado a cada lado con tubérculos (protuberancias), dispuestos en pares, que se van aplanando gradualmente. La estructura trilobulada, a veces denominada «posttelson» (aunque esta estructura formaba parte del telson), en el extremo del tallo es exclusiva de Salteropterus. El lóbulo central es mayor que los otros dos, se extiende más allá de ellos y tiene una posición ventral. Es posible que esta estructura trilobulada tuviera una función de equilibrio adicional en combinación con la gran parte aplanada que la precede.
El espécimen BGS GSM Zf-2864 es el más completo que se conoce de Salteropterus, ya que conserva el telson junto con los segmentos abdominales décimo a duodécimo. En este espécimen, el telson completo mide 3,1 cm de longitud y 1,3 cm de anchura. Sin embargo, se conocen especímenes más grandes, con un espécimen descrito por Henry Woodward en 1864 que mide 1,6 cm (0,6 in) de ancho. Una pequeña parte de un tergito (espécimen BGS GSM Zf-2866) conserva mucrones triangulares grandes y elevados (espinas medianas en la superficie exterior). La mucrónula más grande (0,4 cm, 0,15 pulgadas, de ancho) sugiere que Salteropterus podría crecer mucho más de lo que sugieren los pequeños especímenes conocidos.

## Antecedentes de la investigación

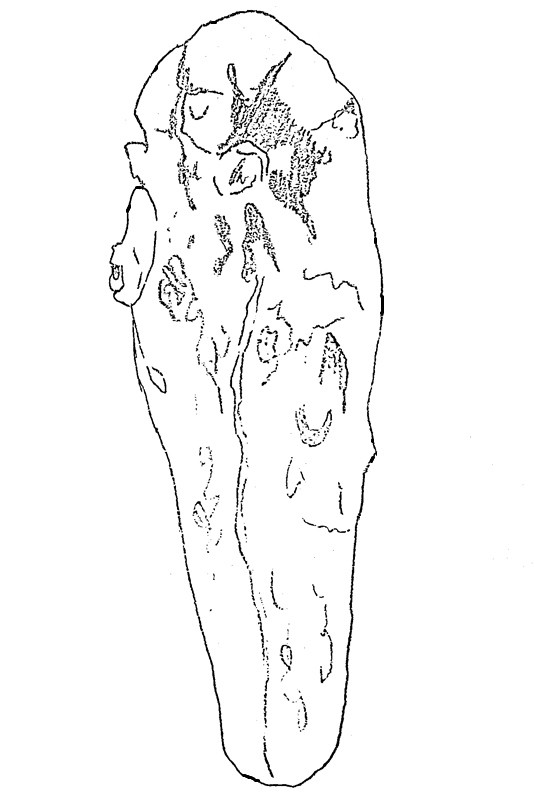
Ilustración de un metatoma fragmentario referido a S. longilabium.

Salteropterus abbreviatus fue nombrada especie de Eurypterus por John William Salter en 1859, aunque el espécimen utilizado no era lo bastante completo como para revelar las características únicas de Salteropterus que se conocen hoy en día. Salter consideraba que la especie era «completamente distinta», aunque similar a Eurypterus acuminatus (hoy clasificada como Herefordopterus), con un telson que era como si el de E. acuminatus hubiera sido abreviado, de ahí el nombre del taxón. A finales del siglo XIX y principios del XX se descubrirían especímenes más completos en Perton, en Herefordshire, Inglaterra. Los restos fósiles conocidos de Salteropterus son todos fragmentarios, similares a otros fósiles de euriptéridos recuperados en Perton. Aunque los fósiles de Perton son casi universalmente fragmentarios, conservan detalles inusualmente delicados, por ejemplo facetas individuales en los ojos de un espécimen de Hughmilleria y cerdas de epicoxites (un proceso en el extremo de la parte dentada de las coxas).
Se conocen restos fósiles de euriptéridos de Perton desde 1869, cuando el reverendo Peter Bellinger Brodie notificó a la Sociedad Geológica de Londres los fósiles de Eurypterus y Pterygotus que había descubierto en la región. Los especímenes recogidos fueron examinados por Henry Woodward, quien determinó que se trataba de Pterygotus banksii junto con varias especies de Eurypterus, entre ellas E. acuminatus, E. pygmaeus y E. abbreviatus. El Eurypterus abbreviatus fue reclasificado bajo un género propio, el Salteropterus, en 1951 por Erik N. Kjellesvig-Waering tras el descubrimiento y descripción de un telson más completo (espécimen número BGS GSM Zf-2864) descubierto por Roy Woodhouse Pocock y A. J. Butler en la cantera de Perton en 1939. Conservando un telson alargado que había sido desconocido por Woodward, el espécimen estableció firmemente que la especie no podía ser clasificada como una especie de Eurypterus y, por lo tanto, se colocó en el nuevo género Salteropterus, nombrado en honor de John William Salter. Aunque los géneros de euriptéridos no se describen normalmente basándose sólo en las características del telson, Salteropterus se considera tan diferente y distinto que las comparaciones con otros géneros es redundante.
En 1961, Kjellesvig-Waering sugirió que la fragmentaria y dudosa especie de Slimonia S. stylops podría ser sinónimo de Salteropterus abbreviatus. El fósil conocido de S. stylops consiste en un único caparazón que potencialmente podría pertenecer a cualquiera de las especies encontradas en Herefordshire que carecen de caparazón conocido. En particular, Hughmilleria acuminata y Salteropterus son buenos candidatos, ya que son parientes cercanos. Kjellesvig-Waring consideró que Salteropterus era el mejor candidato, ya que es el más estrechamente relacionado con la propia Slimonia. Como el único espécimen conocido de S. stylops se encuentra en un lugar desconocido, es imposible seguir estudiando el espécimen y se trata como un nomen dubium.
La dudosa especie S. longilabium fue bautizada por Kjellesvig-Waering en 1961 para referirse a un metastoma parcial (espécimen número 39386 de la colección del Museo Británico de Historia Natural) descubierto por Alfred Marston hacia 1855 en Leintwardine, Inglaterra. Este espécimen fue primero referido incorrectamente a una especie de Carcinosoma (C. punctatum) por John William Salter, antes de darse cuenta de que el largo y estrecho metastoma no podía pertenecer a Carcinosoma, sino más bien a un género similar a Slimonia. Sin embargo, debido a una multitud de características, como la falta de una zona cordada, el metastoma no puede referirse a Slimonia, y el único género lo suficientemente emparentado con Slimonia en la región y época correctas es Salteropterus, por lo que su asignación al género es dudosa. El descubrimiento de un tergito (espécimen número 89597 de la colección del Geological Survey and Museum de Londres) procedente del mismo lugar que el metastoma de S. longilabium, que conserva el mismo tipo de ornamentación que el de S. abbreviatus, apoya aún más la asignación del metastoma a Salteropterus.

## Clasificación
El Salteropterus está clasificado como parte de la familia Slimonidae de euriptéridos, dentro de la superfamilia Pterygotioidea, junto a Slimonia. Slimonidae fue erigido como taxón por primera vez por Nestor Ivanovich Novojilov en 1968 para contener a Slimonia, considerada anteriormente parte de la familia Hughmilleriidae desde 1951. Slimonia se había considerado anteriormente un pterigótido desde su descripción en 1856.
Se sugirió por primera vez una estrecha relación entre Salteropterus y Slimonia cuando Kjellesvig-Waering erigió Salteropterus en 1951, observando que los tres últimos segmentos opitosómicos (segmentos que forman parte del opistosoma, el abdomen) eran alargados y se estrechaban de forma similar a los de Slimonia. Después de que Kjellesvig-Waering sugiriera que el carapacho denominado «Slimonia stylops» podría representar el carapacho de Salteropterus, los dos géneros empezaron a tratarse como parientes cercanos. Tras estos estudios, V. P. Tollerton incluyó Salteropterus en Slimonidae en 1989.
El cladograma que figura a continuación se basa en las conclusiones extraídas por O. Erik Tetlie (2004) sobre las posiciones filogenéticas de Herefordopterus, Salteropterus y los Pterygotioidea en general tras sus nuevas descripciones de varios euriptéridos de Herefordshire, incluido el propio Salteropterus. El hecho de que Salteropterus fuera más derivado que Herefordopterus y Hughmilleria se vio apoyado por el hecho de que Salteropterus carece parcialmente de la espinosidad del apéndice observada en los dos géneros hughmilleriidos, que poseen espinas emparejadas en cuatro a cinco de sus podómeros, el Salteropterus sólo tiene un par de espinas en el sexto podómero del cuarto apéndice, por lo demás carece completamente de ellas.
| Slimonidae | \| \| Slimonia \| \| \| \| \| \| Salteropterus \| \| \| \| |
|            | \| \| Slimonia \| \| \| \| \| \| Salteropterus \| \| \| \| |
|            | Pterygotidae                                               |
|            |                                                            |
|            | Slimonia                                                   |
|            |                                                            |
|            | Salteropterus                                              |
|            |                                                            |

|  | Slimonia      |
|  |               |
|  | Salteropterus |
|  |               |

| Slimonidae | \| \| Slimonia \| \| \| \| \| \| Salteropterus \| \| \| \| |
|            | \| \| Slimonia \| \| \| \| \| \| Salteropterus \| \| \| \| |
|            | Pterygotidae                                               |
|            |                                                            |
|            | Slimonia                                                   |
|            |                                                            |
|            | Salteropterus                                              |
|            |                                                            |

|  | Slimonia      |
|  |               |
|  | Salteropterus |
|  |               |

| Slimonidae | \| \| Slimonia \| \| \| \| \| \| Salteropterus \| \| \| \| |
|            | \| \| Slimonia \| \| \| \| \| \| Salteropterus \| \| \| \| |
|            | Pterygotidae                                               |
|            |                                                            |
|            | Slimonia                                                   |
|            |                                                            |
|            | Salteropterus                                              |
|            |                                                            |

|  | Slimonia      |
|  |               |
|  | Salteropterus |
|  |               |

| Slimonidae | \| \| Slimonia \| \| \| \| \| \| Salteropterus \| \| \| \| |
|            | \| \| Slimonia \| \| \| \| \| \| Salteropterus \| \| \| \| |
|            | Pterygotidae                                               |
|            |                                                            |
|            | Slimonia                                                   |
|            |                                                            |
|            | Salteropterus                                              |
|            |                                                            |

|  | Slimonia      |
|  |               |
|  | Salteropterus |
|  |               |

## Paleobiología

Tamaño estimado de S. abbreviatus en comparación con una mano humana.

El Silúrico Tardío de Herefordshire albergaba una amplia variedad de euriptéridos diferentes, incluidas especies de Erettopterus, Eurypterus, Nanahughmilleria, Marsupipterus, Herefordopterus y potencialmente Slimonia (dependiendo de la identidad de S. stylops). Salteropterus vivía en un entorno bentónico cerca de una costa arenosa intermareal y en entornos de marismas arenosas intermareales. Esta fauna de euriptéridos coexistió con lingúlidos, ostrácodos y peces cefalaspidimorfos, como Hemicyclaspis y Thelodus.
Algunos investigadores han interpretado las pruebas fósiles de la especie emparentada Slimonia como prueba de que era muy flexible lateralmente (de lado a lado). Un espécimen de Slimonia acuminata de la Formación Patrick Burn de Escocia conserva una serie completa y articulada de segmentos telsonales, postabdominales y preabdominales. En el espécimen, la «cola» está doblada en un grado considerable nunca visto antes en ningún euriptérido. Capaz de doblar su cola de lado a lado, se teorizó entonces que la cola podría haber sido utilizada como arma. Como la espiga del telson es alargada y dentada, los investigadores determinaron que probablemente habría podido perforar a posibles presas. Sin embargo, la revelación de que este espécimen en particular era una muda, en lugar de un cadáver real, y los signos aparentes de desarticulación significan que esta teoría es poco probable.
A diferencia de Slimonia, la espiga del telson de Salteropterus no está dentada, aunque es aún más alargada. Como la espiga del telson termina en una estructura inusual, y no en una punta afilada, es poco probable que Salteropterus pudiera haber utilizado su telson del mismo modo. Es más probable que el Salteropterus se alimentara de forma muy parecida a otros euriptéridos sin armamento especializado adicional, de forma similar a los cangrejos herradura modernos, agarrando y desmenuzando la comida con sus apéndices antes de empujarla a la boca utilizando sus quelíceros (los apéndices frontales).